# Echiurus
Echiurus är ett släkte av skedmaskar som beskrevs av Joseph Bénézet Xavier Guérin 1831. Echiurus ingår i familjen Echiuridae.
Det vetenskapliga namnet är bildat av de grekiska orden echinos (igelkott) och oura (svans). Det syftar på taggiga utskott vid medlemmarnas bakdel. Arten Echiurus echiurus lever i vadehavet i Nordsjön.
Arter enligt Catalogue of Life och Dyntaxa:
- Echiurus abyssalis
- Echiurus antarcticus
- Echiurus echiurus
- Echiurus sitchaensis
- Echiurus torulobotus

## Bildgalleri

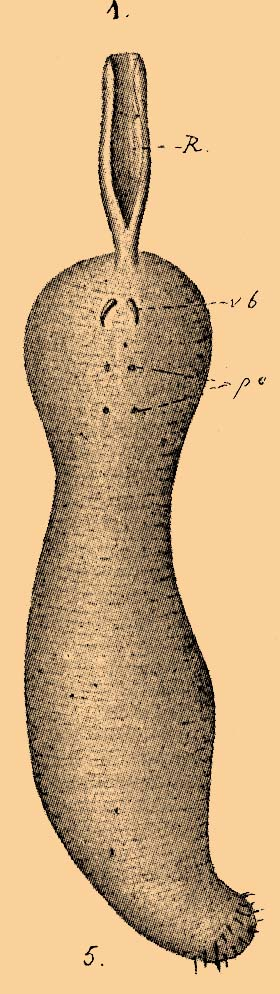
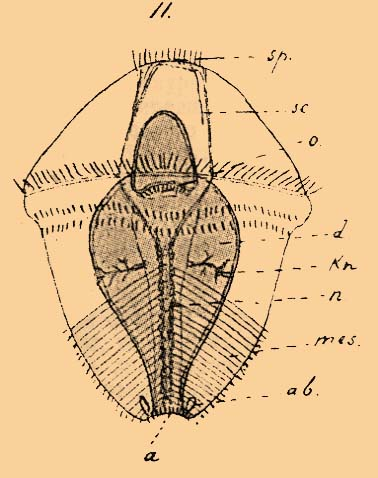
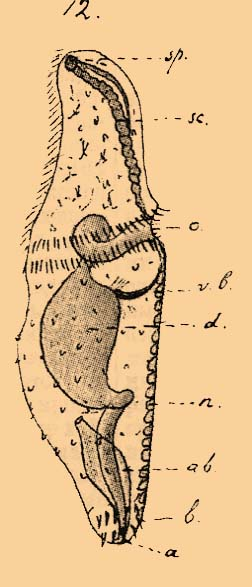
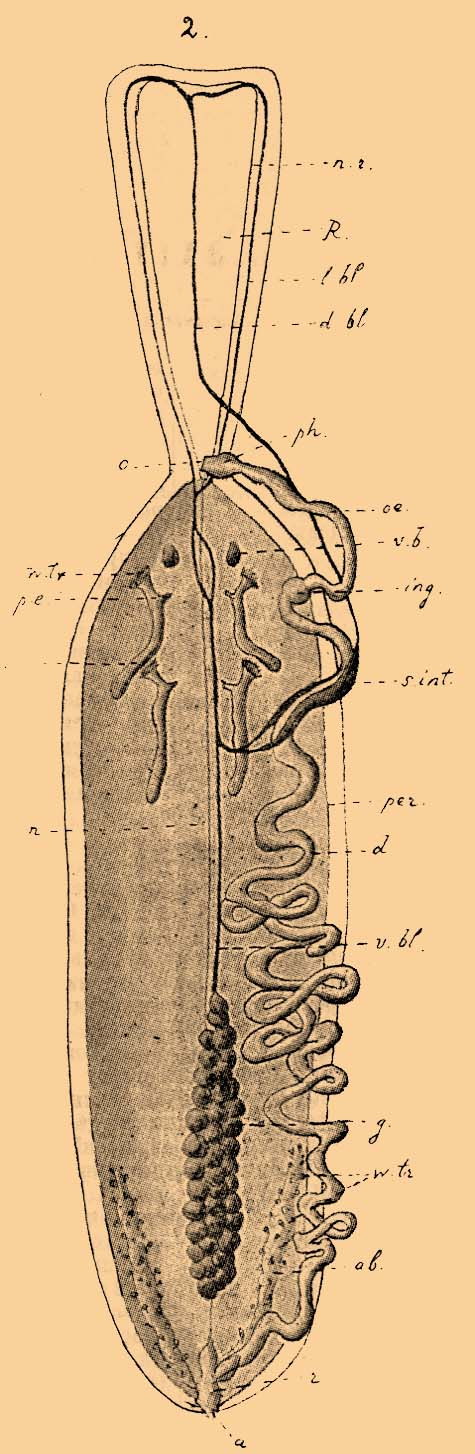
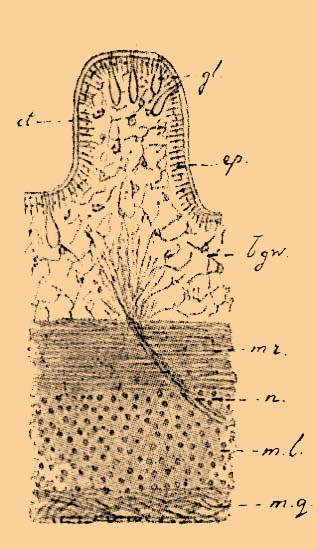
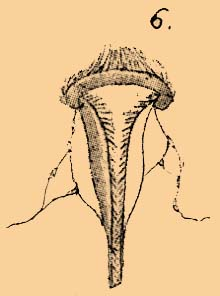